# Michał Lipszyc
Michał Lipszyc (ur. 1970) – polski tłumacz, iberysta i autor książek dla dzieci.

## Życiorys
Syn tłumacza z języka japońskiego Henryka Lipszyca i chemiczki, tłumaczki publikacji naukowych Katarzyny Lipszyc, brat Pawła i Adama.
Autor wielu przekładów z literatury portugalskiej i afrykańskiej, m.in. Fernando Pessoi, Herberto Héldera, Ungulaniego Khosy, Luísa Bernarda Honwany, Sybhata Gebre Ygziabyhera, Hajlego Syllasje czy Gonçalo M. Tavaresa. Finalista nagrody Europejskiego Poety Wolności w roku 2016 za przekład Częsty przechodzień (Passageiro frequente) Daniela Jonasa. Współpracuje z Literaturą na Świecie, współtworzył numery pisma poświęcone literaturze portugalskiej oraz postkolonialnej.

## Przekłady (wybór)
- Leonora Carrington, Trąbka do słuchania (Państwowy Instytut Wydawniczy, 1998)
- Księżna Takamado,  Kasia i pożeracz złych snów (Wilga, 1999)
- Paulo Coelho,  Czarownica z Portobello (Drzewo Babel, 2007)
- Domingos Amaral, Kiedy Salazar spał (Świat Książki, 2009)
- Mia Couto, Lunatyczna kraina (Karakter, 2010)
- Gonçalo M. Tavares, Jeruzalem (Świat Książki 2010)
- José Eduardo Agualusa,  Żony mojego ojca (Wydawnictwo Znak 2012)
- Fernando Pessoa, Księga niepokoju spisana przez Bernarda Soaresa, pomocnika księgowego w Lizbonie (Lokator, 2013)
- Ondjaki, Babcia 19 i sowiecki sekret (Karakter 2013)
- Drauzio Varella, Ostatni krąg (Czarne, 2014)
- Drauzio Varella, Klawisze (Czarne, 2016)

## Twórczość
- Wyprawa w Mordęgi czyli skąd się biorą słowa (Alegoria 2012)